# Stenochoromus montenegrinus
Stenochoromus montenegrinus is een keversoort uit de familie loopkevers (Carabidae). De wetenschappelijke naam van de soort is voor het eerst geldig gepubliceerd in 1866 door Miller.